# Piotr Trương Văn Thi
Piotr Trương Văn Thi (wiet. Phêrô Trương Văn Thi) (ur. ok. 1763 w Kẻ Sở, zm. 21 grudnia 1839 w Ô Cầu Giấy) – ksiądz, męczennik, święty Kościoła katolickiego.
Piotr Trương Văn Thi początkowo pracował jako katechista. Po pewnym czasie wysłano go do wyższego seminarium duchownego. Święcenia kapłańskie przyjął 22 marca 1806. Pracował w parafii Sông Chảy i Kẻ Sông. Podczas prześladowań został aresztowany 10 października 1839. Stracono go z powodu wiary 21 grudnia 1839.
Dzień wspomnienia: 24 listopada w grupie 117 męczenników wietnamskich.
Beatyfikowany 27 maja 1900 przez Leona XIII. Kanonizowany przez Jana Pawła II 19 czerwca 1988 w grupie 117 męczenników wietnamskich.